# 监听模式
监听模式（monitor mode），或 RFMON（Radio Frequency MONitor），是指无线网卡可以接收所有经过它的数据流的工作方式，对应于IEEE 802.11网卡的其他模式，诸如Master（路由器）、Managed（普通模式的网卡）、Ad-hoc等。监听模式不区分所接收数据包的目标MAC地址，这点和混杂模式类似。然而，和混杂模式不同的是，监听模式的不需要和无线接入点（AP）或Ad-hoc网络建立连接。监听模式是无线网卡特有的特殊模式，而混杂模式应用于有线网卡和无线网卡。
监听模式通常用于网络发现、流量监听和分组分析。Linux、Mac OS X、Windows以及其他Unix-like平台有使用监听模式的网络发现、抓包工具，如KisMAC、Kismet、Wireshark、Aircrack-NG等。